# Cretoscolia montsecana
Cretoscolia montsecana (лат.) — ископаемый вид ос из семейства Scoliidae. Один из древнейших представителей жалящих перепончатокрылых. Обнаружен в раннемеловых отложениях Испании (La Cabrua outcrop, Sierra del Montsec, барремский ярус, la Pedrera de Rubies Formation, около 130 млн лет).

## Описание
Длина тела 21 мм, длина переднего крыла 11,6 мм.
Вид Cretoscolia montsecana был впервые описан по отпечатку тела и переднего крыла в 1999 году российским палеоэнтомологом и гименоптерологом Александром Павловичем Расницыным (Палеонтологический институт РАН, Россия) и испанским энтомологом Х. Мартинесом-Делклосом (X. Martínez-Delclòs) вместе с видом C. josai. Включён в состав рода Cretoscolia Rasnitsyn, 1993, древнейший представитель семейства Scoliidae. Предварительно новый вид отнесён к подсемейству Archaescoliinae из семейства Scoliidae. Среди древнейших ос-сколий: Cretoscolia conquensis (130 млн лет, Испания), Protoscolia sinensis (130 млн лет, Китай), Archaeoscolia hispanica (130 млн лет, Испания). Вместе с меловыми видами Architiphia rasnitsyni, Priorvespa longiceps (130 млн лет, Забайкалье, Россия), Curiosivespa antiqua (120 млн лет, Бурятия, Россия), Cretaproscolia asiatica (120 млн лет, Китай), и другими это древнейшие представители надсемейства веспоидных ос (Vespoidea) из отряда перепончатокрылые. Сестринские таксоны: Archaeoscolia, Floriscolia, Protoscolia, Cretoscolia brasiliensis, C. rasnitsyni и другие. Видовое название дано по имени места обнаружения типовой серии (Sierra del Montsec).